# اريك توماس
اريك توماس (بالإنجليزية: Eric Thomas)‏ هو لاعب كرة قدم أمريكية أمريكي، ولد في 11 سبتمبر 1964 في توسان في الولايات المتحدة.

## وصلات خارجية
- اريك توماس على موقع مرجع كرة القدم المحترفة.كوم (الإنجليزية)
- اريك توماس على موقع ميوزك برينز (الإنجليزية)